# ゲオルク2世 (ヴァルデック侯)
ゲオルク2世（Georg II., 1789年9月20日 - 1845年5月15日）は、ヴァルデック侯（在位：1813年 - 1845年）。ゲオルク1世の次男。

## 生涯
ゲオルク2世は1789年9月20日、ゲオルク1世とその妃であったシュヴァルツブルク＝エーベレーベン侯アウグスト2世の娘アウグステ（1768年 - 1849年）の間に第三子としてヴァイルで生まれた。全名はゲオルク・フリードリヒ・ハインリヒ（Georg Friedrich Heinrich）。1813年に父の死去によって侯位に即き、1823年6月26日にアンハルト＝ベルンブルク＝シャウムブルク＝ホイム侯ヴィクトル2世の娘エンマ（1802年 - 1858年）とシャウムブルクにて結婚した。
1832年、ゲオルク2世はドイツ関税同盟に加盟した。
ゲオルク2世は1845年5月15日にアーロルゼン（現ヘッセン州カッセル県ヴァルデック＝フランケンベルク郡バート・アーロルゼン）で死去し、侯位は次男のゲオルク・ヴィクトルが嗣いだ。

## 子女
妃のエンマ・フォン・アンハルト＝ベルンブルク＝シャウムブルク＝ホイムとの間には以下の三男二女をもうけた。
- アウグステ・アマーリエ・イーダ（英語版）（1824年 - 1893年）- シュトルベルク＝シュトルベルク伯アルフレート妃
- ヨーゼフ・フリードリヒ・ハインリヒ（1825年 - 1829年）
- ヘルミーネ（英語版）（1827年 - 1910年）- シャウムブルク＝リッペ侯アドルフ1世ゲオルク妃
- ゲオルク・ヴィクトル（1831年 - 1893年）- ヴァルデック侯
- ヴォルラート・メランダー（1833年 - 1867年）